# Pellai Marszüasz
Marszüasz (görög betűkkel Μαρσύας Περιάνδρου Πελλαῖος, i. e. 356–i. e. 294) görög történetíró.
Pellából származott, a félszemű Antigonosz Monophthalmosz mostohatestvére volt, később Démétriosz Poliorketész hadvezére lett. „Makedonika” címmel egy 10 részből álló munkát írt, amely Makedónia történelmét dolgozta fel az első királytól egészen Nagy Sándor szíriai hadjáratáig. Nem azonos vele a Philippiből származó Marszüasz, aki egy, 12 részből álló helytörténeti munkát készített „Attika” címmel. Mindkét szerző munkáiból mindössze töredékek maradtak fenn.